# Gustav Baur

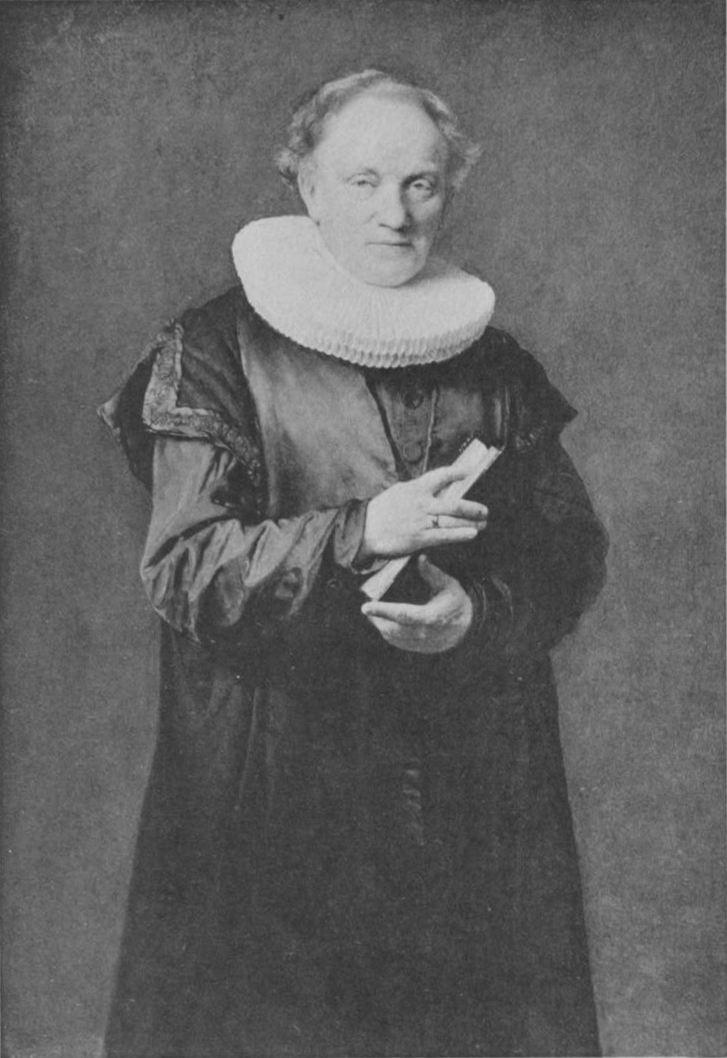
Schwarz-Weiß-Abbildung des Porträts Gustav Baur von Hermann Steinfurth

Gustav Baur

Gustav Adolf Ludwig Baur (* 14. Juni 1816 in Hammelbach; † 22. Mai 1889 in Leipzig) war ein deutscher evangelischer Theologe.

## Leben
Der Förstersohn aus dem Odenwald Gustav Baur, Bruder des Theologen Friedrich Wilhelm Baur und des Politikers Ludwig Baur, besuchte von 1828 bis 1834 das Darmstädter Gymnasium. Von 1834 bis 1838 studierte er Theologie an der Universität Gießen. Bereits ab seinem ersten Semester unterrichtete er nebenbei an der Privatschule von Karl Heinrich Wilhelm Völcker (1798–1841), die er nach dessen Tod bis zum Herbst 1841 leitete und dann auflöste. Am 8. September 1840 zum Doktor der Philosophie promoviert, erwarb er sich am 9. Oktober 1840 das Lizentiat der Theologie und war seit 1841 als Privatdozent in Gießen tätig. Am 27. Oktober 1843 wurde er dort Repetent, am 20. April 1847 außerordentlicher Professor der Theologie und 1849 wurde ihm von der Universität Königsberg der Doktorgrad der Theologie verliehen. Da er einen Ruf an die Königsberger Universität ablehnte, übertrug man ihm am 1. März 1849 in Gießen eine ordentliche Professur der Theologie. In Gießen las er anfangs über Altes Testament, praktische Theologie und theologische Enzyklopädie, später über Dogmatik und Dogmengeschichte.
1861 wurde er Hauptpastor der St. Jacobikirche in Hamburg, wo er sich einen hervorragenden Ruf als Kanzelredner erwarb. 1870 ging er als Professor für Praktische Theologie an die Theologische Fakultät der Universität Leipzig, wurde damit verbunden Direktor des Predigerkollegiums und Universitätsprediger sowie später geheimer Kirchenrat. Baur beteiligte sich auch an den organisatorischen Aufgaben der Universität. So war er mehrfach Dekan der theologischen Fakultät und 1874/75 Rektor. Theologisch war er ein Anhänger Schleiermachers. Zu seinen Leipziger Schülern gehörte der spätere Herausgeber der Christlichen Welt Martin Rade.
Gustav Baur wurde im Ehrengrab der Universität Leipzig in der V. Abteilung des Neuen Johannisfriedhofs beerdigt.

## Werke
- De Anicio Manlio Severino Boëthio. Darmstadt 1841 (books.google.de).
- Die Erklärung des Propheten Amos. Gießen 1847.
- Tabellen über die Geschichte des israelischen Volkes. Gießen 1848, (books.google.de).
- Ueber die weltgeschichtliche Bedeutung des israelitischen Volkes. Gießen 1847 (books.google.de).
- Der arabische Held und Dichter Tâbit Ben Gâbir von Fahm, gennant Ta'abbata Sarran, nach seinem Leben und seinen Gedichten. In: Zeitschrift der Deutschen Morgenländischen Gesellschaft, Band 10. 1856. S. 74–109 (Digitalisat).
- Geschichte der Alttestamentlichen Weissagung. Band 1. Gießen 1861.
- Grundlagen der Erziehungslehre. 2. Aufl. Gießen 1849.
- Grundzüge der Homiletik. Gießen 1848.
- Predigten. Gießen 1858.
- Predigten über die evangelischen Perikopen. 2. Bände. Hamburg 1862 (1. Band – books.google.de).
- Die Tatsachen des Heils. Hamburg 1864.
- zus. m. Karl Adolf Schmidt: Die vorchristliche Erziehung. 1884.
- Grundzüge der Homiletik. Gießen 1848 (books.google.de).
- Grundzüge der Erziehungslehre 3. Aufl., Gießen 1876 (books.google.de).
- Boetius und Dante. Leipzig 1874.